# Gordana Ostović
Gordana Ostović (Zagreb, 1964.), hrvatska dramatičarka i kazališna kritičarka.
Diplomirala je južnoslavenske jezike i književnost na Filozofskom fakultetu. Zaposlena je na Hrvatskome radiju kao urednica emisije o kazalištu Lica i sjene, a kao kazališni kritičar piše za časopise Vijenac, Kazalište, Kolo, Književna revija, itd. Piše drame od kojih su dvije nagrađene Nagradom za dramsko djelo “Marin Držić” koju dodjeljuje Ministarstvo kulture RH.  

## Drame
- 2004. Parsifal
- 2005. Slijepe ulice

### Izvedene drame
- 2007. Slijepe ulice, režija: Ivica Šimić, Mala scena